# Livamjaure
Livamjaure är en sjö i Gällivare kommun i Lappland och ingår i Kalixälvens huvudavrinningsområde. Sjön har en area på 1,41 kvadratkilometer och ligger 779,1 meter över havet. Livamjaure ligger i Sjaunja Natura 2000-område. Sjön avvattnas av vattendraget Livamjåkka.

## Delavrinningsområde
Livamjaure ingår i det delavrinningsområde (751380-160869) som SMHI kallar för Utloppet av Livamjaure. Medelhöjden är 1 094 meter över havet och ytan är 40,57 kvadratkilometer. Det finns inga avrinningsområden uppströms utan avrinningsområdet är högsta punkten. Livamjåkka som avvattnar avrinningsområdet har biflödesordning 2, vilket innebär att vattnet flödar genom totalt 2 vattendrag innan det når havet efter 415 kilometer. Avrinningsområdet består mestadels av kalfjäll (96 procent). Avrinningsområdet har 1,71 kvadratkilometer vattenytor vilket ger det en sjöprocent på 4,2 procent.